# Абрахам Патрас

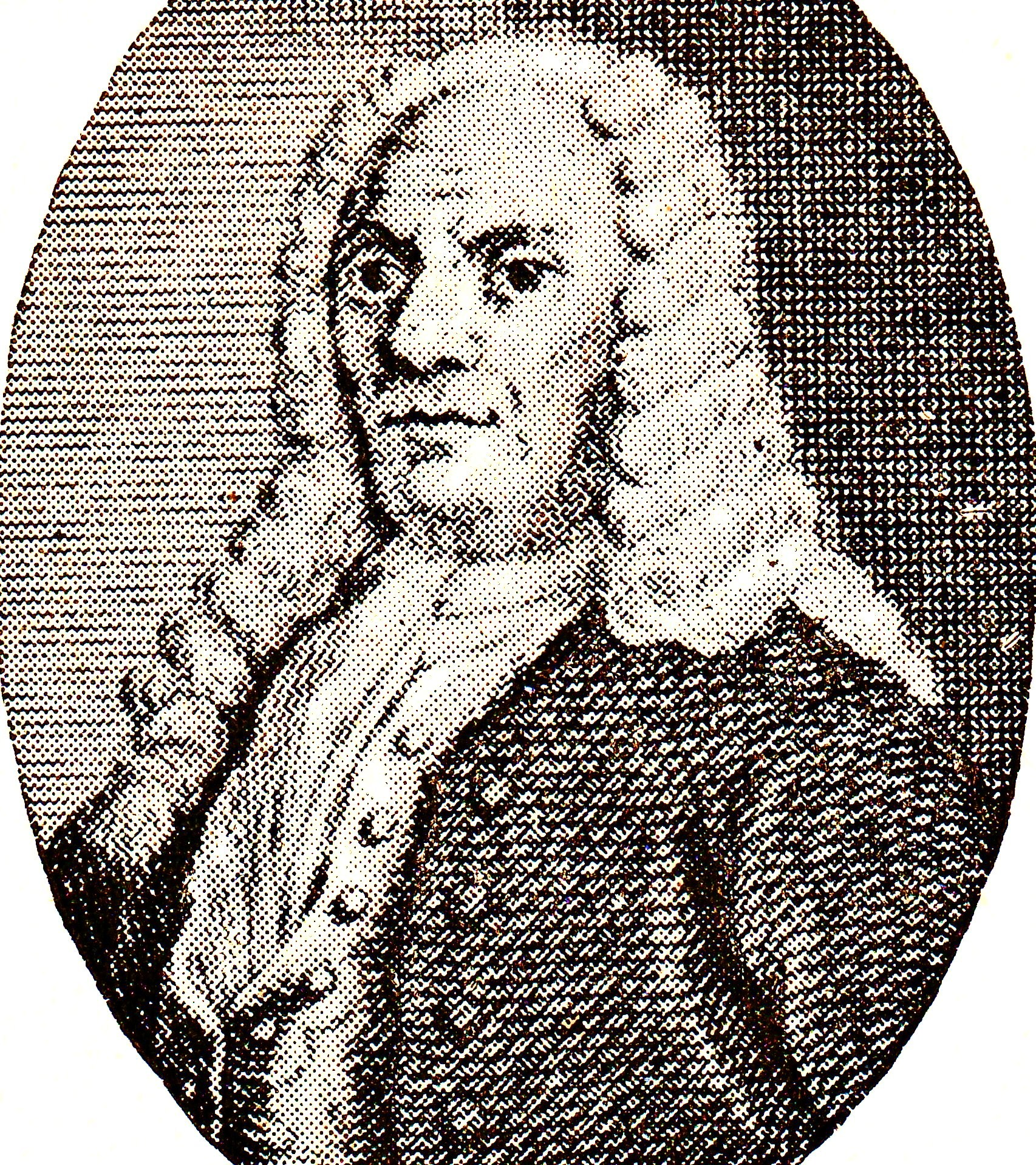
Абрахам Патрас

Абрахам Патрас (22 травня 1671 – 3 травня 1737) — двадцять четвертий генерал-губернатор Нідерландської Ост-Індії з 11 березня 1735 до 3 травня 1737 року. Він народився у м. Гренобль в сім'ї гугенотських біженців. У 1685 році, після скасування Нантського едикту його сім'я втекла до Нідерландів.

## Рання кар'єра
Патрас вперше влаштувався на роботу в офіс амстердамського купця на ім'я Натанієль Готьє.  4 січня 1690 року пішов служити солдатом в складі Голландської Ост-Індійської компанії в Індію. У 1691 році отримав тимчасову посаду агента в Джакарті. У 1695 році став секретарем Управління китайських маєтків на острові Амбон. У 1699 році одружився з дочкою чиновника Ради Юстиції в Амбоні. Його дружина померла 16 грудня 1700 року. Його єдина дочка теж померла молодою.
У 1703 році Патрас перейшов працювати молодшим купцем до губернатора Молуккських островів. У 1707 році він став головою торгового посту в Джамбі. Його торговий пост було атаковано, проте Патрас вижив, хоча був важко поранений у спину. У 1717 році його підвищили до Головного купця і Начальника західного узбережжя Суматри. Саме в 1720 році його підвищили до головного інспектора бухгалтерії  Нідерландської Ост-Індії. У 1722 році його призначили заступником обозного в замку в Батавії. У 1724 році він отримав дуже прибуткову посаду керівника торгової посту Нідерландської Бенгалії. У 1731 році він був призначений надзвичайним членом Ради Індій.

## Генерал-губернатор
10 березня 1735 року по смерті генерал-губернатора Дірка ван Клуна Патрас був призначений генерал-губернатором Нідерландської Ост-Індії. Він ніколи не був повноправним членом Ради Індій, а його призначення обумовлюється тим, що він прослизнув як кандидат на компромісне рішення після тупикової ситуації в голосуванні. 11 березня 1735 року його було призначено тимчасовим генеральним губернатором, рішенням якого було затверджено директорами Ост-Індійської компанії.
За його короткий термін служби не було прийнято жодних суттєвих рішень. Незважаючи на те, що він був компетентним лідером і набув великої кількості практичних знань про території Нідерландської Ост-Індії, його похилий вік (64 роки), ймовірно, не дав можливості стати впливовим генерал-губернатором.
Він помер всього через два роки після його призначення —  3 травня 1737 року. Похований у Батавії 6 травня 1737 р. Генерал-губернатором став Адріан Валкенір.